# La cosa buffa (romanzo)
La cosa buffa è un romanzo satirico scritto da Giuseppe Berto e pubblicato nel 1966.

## Trama
Antonio ha venticinque anni e un consistente capitale in tasca, proveniente da una piccola eredità lasciata dal nonno. Seduto sulla terrazza di un caffè a Venezia, si accorge di una fanciulla con lentiggini, capelli tra il biondo e il rosso e libri e dispense su cui sta studiando. Ben presto i due arrivano a parlarsi, a piacersi. Poiché Maria (questo è il nome della ragazza) non ha ancora compiuto diciotto anni, Antonio teme di non riuscirle gradito, ma che si piacciano è subito evidente ad entrambi. Nonostante l'età, Maria è già al secondo anno di studio all'Università Ca' Foscari, perciò anche Antonio racconta di essere studente fuori corso all'Università di Padova, fatto che era vero un tempo, ma ora non più, perché il giovane è maestro elementare della classe mista IV B a Marocco. Al momento di separarsi, egli dice di dover raggiungere la stazione per tornare al suo paese e lei lo prega di non accompagnarla a casa, per timore del padre che è solito tornare a quell'ora.
Eppure Antonio, con mezzi semplici, la segue e capisce dove abita e come si chiama la famiglia di lei. Scopre che il padre è un ricco imprenditore di trasporti su barche e ciò lo sprofonda in una crisi di autostima. Egli rivede tutto il suo avvenire e decide di riprendere gli studi dove li aveva lasciati, avendo così la possibilità di insegnare almeno alle scuole secondarie e guadagnare di più. Ma il sogno recondito di Antonio è di raggiungere la fama e la gloria nelle Lettere Patrie: peccato che i suoi orizzonti in questo campo siano veramente limitati e vadano da Dante al Petrarca e alle donne amate da questi due poeti. Ma quel che per lui conta è l'appuntamento del giorno dopo e dei successivi che si seguiranno. Incredulo, l'indomani attende Maria e , quando pensa che lei non verrà, eccola apparire sotto un ombrello. Tra i due si crea una passione in cui i sensi sono eccitati al massimo da baci, carezze e altre sollecitazioni, non esattamente caste.
La situazione non può durare all'infinito: la famiglia di Maria giunge ad apprendere la frequentazione e Antonio è invitato in casa, dove persevera a spacciarsi per studente. Invece i genitori di Maria scoprono che lui è un maestro elementare e proibiscono ulteriori rapporti al di fuori di casa loro. I due giovani si sentono in trappola e Antonio deve in qualche modo giustificare con Maria le sue bugie; le assicura che al più presto finirà gli studi e si sposeranno quando lei avrà ventun anni. Detto e fatto, egli si licenzia dal posto di maestro, riprende in mano i libri, ma con poco profitto. A dire il vero, anche per Maria è difficile proseguire, perché pur di vedersi, lei ha marinato molte lezioni e ora sono entrambi costretti a studiare sotto gli occhi della vigile e invadente madre, la signora Amalia Borghetto. Antonio si è spinto fino a trovare una camera nelle vicinanze e un giorno ci porta Maria, ma qualcuno li ha pedinati e irrompe nella stanza la signora Borghetto, facendo una terribile scenata e portandosi via la figlia, sorpresa in flagrante coito interrotto.
La sera del disastro era in prossimità del Natale e Antonio comprende che non avrà altre possibilità con Maria. Per giunta ha pesantemente intaccato il suo piccolo capitale: non gli resta che saldare l'affitto e tornare a Marocco, dove lo aspettano un padre pessimista e una sorella triste. Il suo ritorno è ben accetto perché ha con sé alcuni regali che Maria gli aveva fatto e che devolve prontamente ai familiari. Ma il giovane è incapace di fare i sacrifici che si era imposto: prima si ammala, quindi non riesce a studiare e perde il suo tempo, infine non ha fortuna neppure con la composizione di versi e scrive solo cose impresentabili. Per noia, un giorno torna a Venezia. Sullo stesso caffè dove aveva visto Maria, ecco una bionda lentigginosa, con gambe lunghe. I due si guardano per un tempo sufficiente a un approccio. Lei si chiama Marika, è profuga dall'Ungheria e vive con zii e una cugina in un hotel che tutti loro hanno in gestione.
Antonio si ostina però a pensare a Maria e si convince che lei era pura e lui l'ha lasciata tale (cosa vera sul piano biologico). Invece è chiaro che Marika fa una vita "peccaminosa", vendendo probabilmente il proprio corpo, avendo come complice e forse sfruttatrice la cugina. Cosa gli può impedire di vivere bene questa nuova storia, si chiede, e perché pensa sempre a Maria che non c'è, mentre non sa pensare correttamente a Marika che c'è. In un folle impeto, sapendo che passerà la notte nell'hotel di Marika, arriva a spendere gli ultimi soldi dell'eredità per donarle un costoso anello, ma ancora una volta non sa fare i conti con la realtà. Impossessatasi dell'anello, Marika si separa da lui per sempre, grazie all'onnipresente cugina che ha provveduto a fargli sapere quanti sono stati gli amanti e quali sono i trascorsi di Marika. Dopo una penosissima scena, Antonio se ne va anche da là.
Ma finalmente, nel vuoto dell'alba, egli comprende che per tornare, deve prima separarsi dai suoi errori e si incammina sulla via dove aveva accompagnato Maria la prima sera e si ferma esattamente nel punto in cui lei ha creduto che si dovessero lasciare. Lui l'aveva seguita, dando inizio a un inganno. Ora invece si ferma e con il cuore si congeda dalla sua Maria, come avrebbe dovuto fare sin da subito, non per lasciarla, ma per sincerità e lealtà verso una creatura tanto tenera e fiduciosa. Poi si avvia alla stazione degli autobus e prenderà la prima corsa per Marocco.

## Opere derivate
Nel 1972, dal romanzo è stato tratto un adattamento per il cinema, La cosa buffa, diretto da Aldo Lado. Giuseppe Berto ha partecipato attivamente alla stesura della sceneggiatura. Tra i protagonisti: Ottavia Piccolo (Maria Borghetto), Gianni Morandi (Antonio), Rosita Toros (cugina di Marika), Dominique Darel (Marika).

## Edizioni
- Giuseppe Berto, La cosa buffa, Rizzoli, Milano 1966
- Giuseppe Berto, La cosa buffa, Rizzoli, Milano 1967
- Giuseppe Berto, La cosa buffa, Biblioteca universale Rizzoli, Milano 1971
- Giuseppe Berto, La cosa buffa, Biblioteca universale Rizzoli, Milano 1973
- Giuseppe Berto, La cosa buffa, Biblioteca universale Rizzoli, Milano 1978
- Giuseppe Berto, La cosa buffa, prefazione di Paolo Ruffilli, BUR, Milano 2014
- Giuseppe Berto, La cosa buffa, Neri Pozza, Vicenza 2021

In altre lingue
- (EN)  Giuseppe Berto; [La cosa buffa.] Antonio in love. translated by William Weaver, : Hodder & Stoughton, London 1969.
- (PL)  Giuseppe Berto; Śmieszna rzecz, trad. Barbara Sieroszewska; Państwowy Instytut Wydawniczy, Warszawa 1970 (libro in braille)